# Landtagswahlkreis Schleswig-Nord
Der Landtagswahlkreis Schleswig-Nord (Wahlkreis 05) war ein Landtagswahlkreis in Schleswig-Holstein. Der Wahlkreis bestand von 1992 bis 2017, nachdem bereits bei der ersten Landtagswahl 1947 ein gleichnamiger Wahlkreis bestanden hatte. Er umfasste vom Kreis Schleswig-Flensburg die Stadt Kappeln, die Ämter Arensharde, Geltinger Bucht, Kappeln-Land und Mittelangeln sowie vom Amt Südangeln die Gemeinden Böklund, Havetoft, Klappholz, Stolk, Struxdorf, Süderfahrenstedt, Ülsby, Idstedt und Neuberend. Zur Landtagswahl 2012 wird das Amt Oeversee hinzugefügt, das aktuell wieder zum Wahlkreis Flensburg-Land gehört und die Nummerierung änderte sich von 06 auf 05. Zur Landtagswahl in Schleswig-Holstein 2017 wurde der Wahlkreis aufgelöst. Das Amt Arensharde wurde dem neuen Landtagswahlkreis Dithmarschen-Schleswig zugeordnet, das Amt Mittelangeln ging an den Landtagswahlkreis Flensburg-Land, während die übrigen Teile des Wahlkreises dem Landtagswahlkreis Schleswig zufielen.

## Landtagswahl 2012
| Direktkandidat | Partei  | Erststimmen in % | Zweitstimmen in % |
| -------------- | ------- | ---------------- | ----------------- |
| Heike Franzen  | CDU     | 39,6             | 33,9              |
| Ralf Wrobel    | SPD     | 29,5             | 25,5              |
| Dietmar Gräwe  | FDP     | 3,3              | 6,9               |
| Steffen Hempel | GRÜNE   | 9,1              | 11,0              |
| Alfred Paetow  | LINKE   | 1,8              | 1,7               |
| Anke Schulz    | SSW     | 10,1             | 11,5              |
| Frank Burkhard | PIRATEN | 6,6              | 7,4               |
| –              | FW-SH   | –                | 0,7               |
| –              | NPD     | –                | 0,6               |
| –              | FAMILIE | –                | 0,2               |
| –              | FAMILIE | –                | 0,6               |
| –              | MUD     | –                | 0,2               |

## Landtagswahl 2009
| Direktkandidat  | Partei           | Erststimmen in % | Zweitstimmen in % |
| --------------- | ---------------- | ---------------- | ----------------- |
| Heike Franzen   | CDU              | 41,2             | 35,9              |
| Ralf Wrobel     | SPD              | 24,4             | 21,7              |
| Thomas Rabuska  | FDP              | 9,0              | 13,1              |
| Selina Storm    | GRÜNE            | 8,8              | 9,9               |
| Jan Hundsdörfer | SSW              | 10,6             | 10,6              |
| Rolf Messer     | LINKE            | 4,2              | 4,8               |
| –               | PIRATEN          | –                | 1,3               |
| –               | NPD              | –                | 0,6               |
| Helmut Andresen | FW-SH            | 0,9              | 0,7               |
| –               | RENTNER          | –                | 0,6               |
| –               | FAMILIE          | –                | 0,6               |
| –               | RRP              | –                | 0,1               |
| –               | IPD              | –                | 0,0               |
| Manuela Peters  | Einzelbewerberin | 0,8              | –                 |

## Abgeordnete
Direkt gewählte Abgeordnete des Wahlkreises Schleswig-Nord waren:
| Jahr | Direktkandidat         | Partei | Erststimmen in % |
| ---- | ---------------------- | ------ | ---------------- |
| 2012 | Heike Franzen          | CDU    | 39,6             |
| 2009 | Heike Franzen          | CDU    | 41,2             |
| 2005 | Heike Franzen          | CDU    | 45,5             |
| 2000 | Anna Schlosser-Keichel | SPD    | 42,0             |
| 1996 | Peter Jensen-Nissen    | CDU    | 39,1             |
| 1992 | Anna Schlosser-Keichel | SPD    | 44,8             |
| …    |                        |        |                  |
| 1947 | Hans Bundtzen          | CDU    | 39,9             |